# Ẩm thực Iran

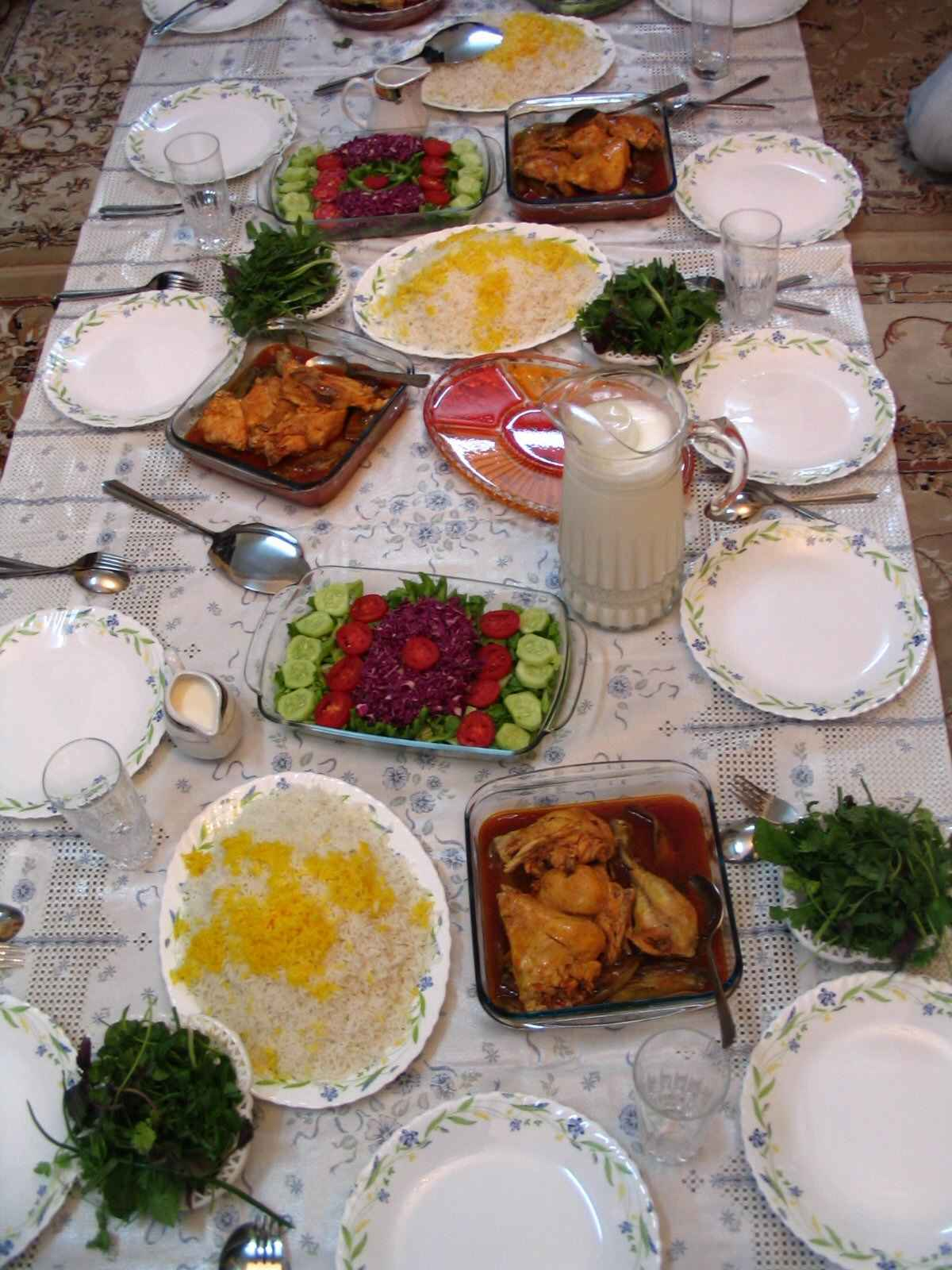
Ẩm thực Iran

Ẩm thực Iran hay ẩm thực Ba Tư (tiếng Ba Tư: آشپزی ایرانی) là phong cách ẩm thực truyền thống và hiện đại ở Iran (trước đây gọi là Ba Tư). Nằm ở Trung Đông và Tây Á, phong cách ẩm thực của Iran là duy nhất cho Iran, mặc dù có lịch sử cả hai ảnh hưởng và bị ảnh hưởng bởi láng giềng của các khu vực láng giềng và bị chiếm đóng của Iran ở các giai đoạn khác nhau trong suốt lịch sử của quốc gia này. Cụ thể, những điều này đã dẫn tới sự ảnh hưởng ẩm thực lẫn nhau giữa ẩm thực Iran và các nền ẩm thực Azerbaijan, ẩm thực Thổ Nhĩ Kỳ, ẩm thực Kavkaz, ẩm thực người Kurd, ẩm thực Lưỡng Hà, ẩm thực Levantine, ẩm thực Hy Lạp, ẩm thực Trung Á, và các khía cạnh nhỏ, từ ẩm thực Nga. Các nền ẩm thực Thổ Nhĩ Kỳ bao gồm ẩm thực Kavkaz, ẩm thực Azerbaijan, Thổ Nhĩ Kỳ và các ẩm thực của Iran / Ba Tư có ảnh hưởng nặng với nhau về nhau, do gần về địa lý, quan hệ dân tộc, những đế chế chia sẻ, và chinh phục bởi như Achaemenids, Sassanians, Seljuks, Safavids, Afsharid, Ottoman và Qajars.

## Nguyên liệu
Các loại thảo mộc tươi xanh thường được sử dụng cùng với các loại trái cây như mận, lựu, mộc qua, mận, mơ, và nho khô. Món ăn chính tiêu biểu Ba Tư là sự kết hợp của cơm với thịt, như cừu, thịt gà, cá, và các loại rau như hành tây, rau thơm khác nhau, và các loại hạt. Để đạt được một hương vị cân bằng, các hương vị Ba Tư đặc trưng như nghệ tây, chanh khô, quế, mùi tây được trộn tinh tế và được sử dụng trong một số món ăn đặc biệt.

## Thức ăn
Các món ăn Iran không sử dụng nhiều gia vị (ớt, tỏi, tiêu). Thịt lợn hay rượu cũng là những thứ cấm kỵ ở Iran. Tuy nhiên, tùy từng vùng và vào những dịp lễ, người ta vẫn uống rượu nhưng rất hạn chế. Món ăn phổ biến nhất của người Iran là cơm và bánh mì. Chelow, Damy, Pollo và Kateh là những loại cơm phổ biến nhất Iran. Thông thường, gia vị thảo mộc sẽ được trộn chung với các loại trái cây như mận, mộc qua, lựu, mơ, nho khô để làm nên một món xa lát đặc biệt. Món này được dùng chung với cơm kèm thịt, gà, cá và một ít củ hành, rau củ, các loại hạt. Cà tím, còn được người ta gọi là "khoai tây của Iran" được dùng để làm món xa lát với dầu ô-liu, nước chanh, muối tiêu và một ít giấm là món ăn không thể thiếu trong những bữa cơm. Các loại rau như: quả bí ngô, rau bina, các loại đậu, bí xanh, cà rốt thường được trộn vào món cơm và nấu cùng các món thịt. Bữa ăn sáng ở Iran phong phú và đa phần là các loại đồ ngọt, đặc trưng nhất là bánh pudding gạo hay món kẹo đường bọc các loại hạt.

## Thức uống
Thức uống truyền thống mà người Iran dùng kèm với bữa ăn là Doogh - gồm sữa chua, soda và bạc hà khô. Sharbat và Khak là hai loại thức uống khác cũng khá phổ biến và nổi tiếng ở Iran. Người Iran còn ăn loại kem truyền thống. Đó là sự kết hợp giữa kem bọc sữa, một ít nghệ tây và nước hoa hồng. Món này thường được người ta ăn kèm với món bánh sandwich. Người Iran còn có thức uống Sekanjebin, một loại si rô nhẹ được làm từ giấm, bạc hà và đường, thêm một ít nước soda hoặc nước hoa hồng. Người Iran còn uống nước hoa hồng và họ quan niệm, đây là loại thức uống tốt cho sức khỏe, có tác dụng thanh uế và làm đẹp da. Người dân Iran cũng có thói quen uống trà trong bữa ăn sáng, họ cũng có thể uống trà trong bữa chính hay bữa tối, tùy vào từng vùng khác nhau mà có sự biến đổi.